# Christian Philibert
Pour les articles homonymes, voir Philibert.
Christian Philibert est un réalisateur et scénariste français, né le 26 janvier 1965 à Brignoles dans le Var.

## Biographie
C’est à l’âge de 18 ans que Christian Philibert décide de devenir cinéaste[réf. souhaitée]. Il réalise alors plusieurs courts-métrages qui sont récompensés dans de nombreux festivals. Remarqué par Canal+, il réalise son premier long métrage Les Quatre Saisons d'Espigoule, qui sort sur les écrans français au mois de mars 1999. Cette comédie documentaire, à la frontière du réel et de la fiction[réf. souhaitée], réunit plus de 100 000 spectateurs en salles et devient rapidement un « film culte », plébiscité par une critique quasi unanime et primé dans plusieurs festivals internationaux (Marseille, Mannheim, Namur, Belfort)[réf. souhaitée].

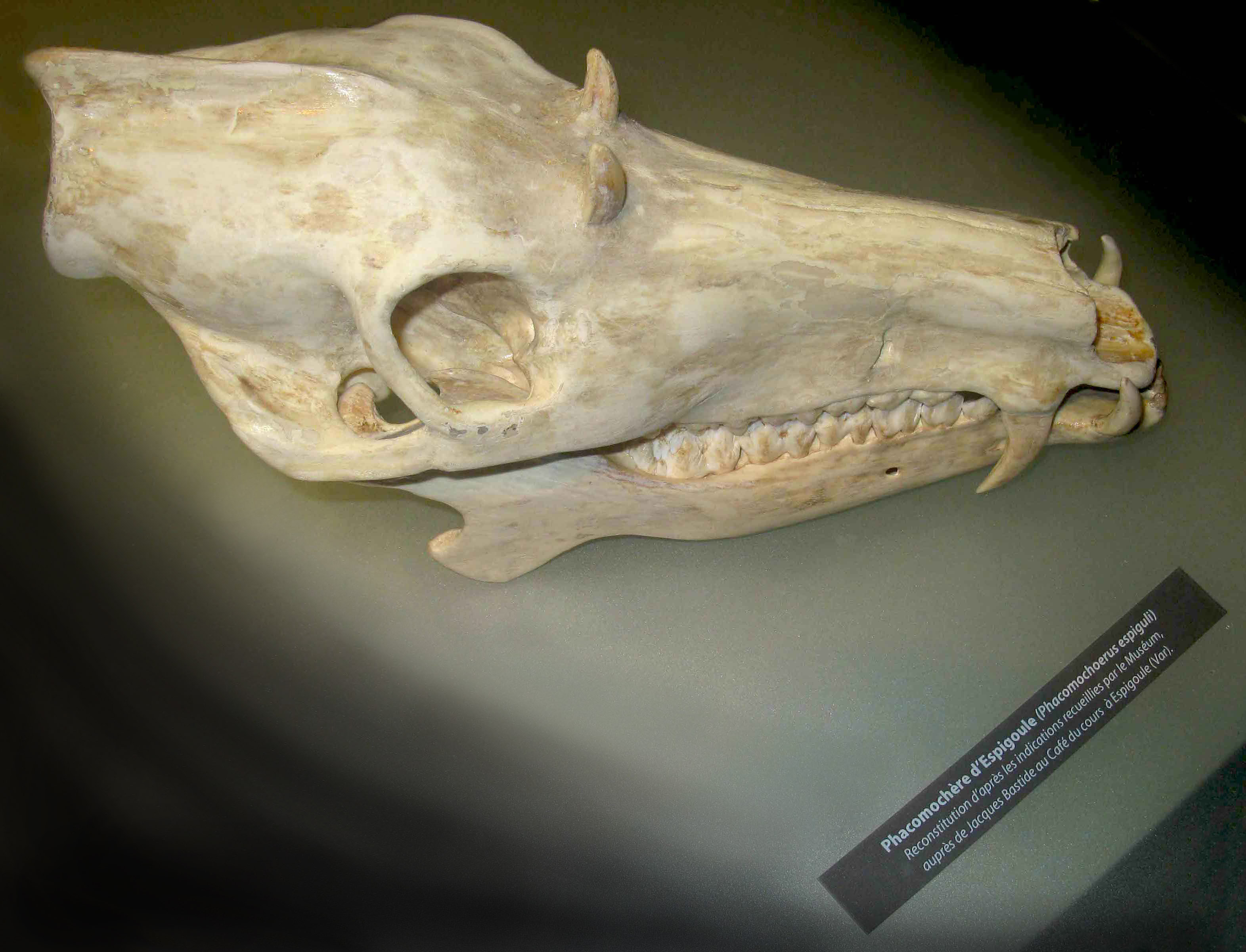
Le Phacomochère au Muséum d'Histoire Naturelle de Toulon et du Var

Le tournage des Les Quatre Saisons d'Espigoule a eu lieu à Ginasservis, le village de son enfance, et accrédite l'existence d'un monstre imaginaire cryptozoologique : le phacomochère. Celui-ci a fait son entrée, en 2011, au Muséum d'histoire naturelle de Toulon et du Var.
Refusant de s'installer à Paris pour poursuivre sa carrière, il crée en 2002 sa propre société de production, Les Films d’Espigoule, avec son ami et chef opérateur Patrick Barra. La même année, il réalise et co-produit son second long-métrage, Travail d'Arabe, une comédie sociale en forme de western moderne, sortie en salles en 2003. Sélectionné au Festival international du film de Saint-Sébastien, prix de la meilleure première œuvre de fiction au festival de Namur, le film est diffusé sur Canal+ et sur Arte.
En 2013, il produit et réalise Afrik'aïoli, une suite africaine des Les Quatre Saisons d'Espigoule, qui raconte les aventures de deux provençaux en voyage au Sénégal. Comme pour ses deux premiers longs métrages, il confie la musique au compositeur Michel Korb.
En 2016, il réalise, produit et distribue en salles Massilia Sound System, le film, un documentaire consacré au groupe phare de la scène marseillaise. D'abord sélectionné dans de nombreux festivals, le film sort au mois d'avril 2017.
Il est aussi l’auteur de plusieurs documentaires pour la télévision : Gaspard de Besse (1993), 1851, ils se levèrent pour la République (2000), Français à part entière (2001), Le complexe du santon (2005), Provence, août 1944, l’autre débarquement (2014), L’affaire Yann Piat (2017).
Outre le fait qu'ils se déroulent tous en Provence, la particularité de ses films réside dans le fait que Christian Philibert joue avec la frontière qui sépare généralement documentaire et fiction[réf. souhaitée]. Il a ainsi recours la plupart du temps à des comédiens non professionnels, ce qui laisse dans ses scénarios une large place à l'improvisation. Son oeuvre fait aussi la part belle à la langue occitane[réf. nécessaire].
Christian Philibert cherche à construire film après film, un univers empreint de références au cinéma méridional[réf. souhaitée] et d’une étonnante modernité[non neutre]. L'ensemble de son œuvre joue un rôle de premier plan dans l’émergence d’un véritable cinéma du Midi[réf. souhaitée].

## Filmographie

### Cinéma

#### Longs métrages
- 1999 : Les Quatre Saisons d'Espigoule
- 2003 : Travail d'Arabe
- 2013 : Afrik'aïoli

#### Courts métrages
- 1994 : M. Foudamour, la lune promise (court métrage) - seulement scénario
- 1995 : La Revanche de M. Seguin
- 1995 : Les Promesses

### Documentaires
- 1989 : Les Aventures de Félix
- 1993 : Gaspard de Besse
- 1997 : La Minute d'Espigoule (mini-série documentaire)
- 2000 : 1851, ils se levèrent pour la République
- 2001 : Français à part entière
- 2005 : Le Complexe du santon
- 2014 : Provence août 1944, l'autre débarquement
- 2017 : L'Affaire Yann Piat
- 2017 : Massilia Sound System, le film

## Distinctions
- Festival du court métrage de Clermont-Ferrand 1996 : Mention spéciale du jury jeune pour La Revanche de M. Seguin
- Festival du documentaire de Marseille 1998 : Prix du public pour Les Quatre Saisons d'Espigoule
- Festival de Namur 1999 : Prix TV5 du meilleur documentaire pour Les Quatre Saisons d'Espigoule
- Festival de Mannheim-Heidelberg 1999 : Prix spéciale du jury et prix FIPRESCI pour Les Quatre Saisons d'Espigoule
- Festival d'Amiens 2004 : Fonds de création au scénario avec Yamina Guebli pour Vive la France[Quoi ?]
- Académie Charles-Cros : Coup de Cœur Musiques du Monde 2018 pour Massilia Sound System, le film (documentaire)[2].